# Voskovka kluzkonohá
Voskovka kluzkonohá (Hygrocybe glutinipes), jinak také voskovka slizonohá, je druh houby z čeledi šťavnatkovité (Hygrophoraceae). V Červeném seznamu hub České republiky je druh uveden jako druh s nedostatečně známým rozšířením.

## Znaky
Klobouk v průměru dorůstá 0,5-3 cm, nejdřív polokulovitý se rozevírá na klenutý až plochý, často bývá středová oblast vmáčklá. Okraje jsou průsvitně rýhované, dlouho bývají velmi lehce podvinuté. Pokožka je hladká, slizká, barvu má světle oranžovou až žlutou, středová část bývá oranžová, okraje stářím blednou.
Lupeny jsou žlutavé, s oranžovým nádechem až stářím žlutobílé, tlusté, u třeně jsou sbíhavé či široce připojené, na klobouku řídce uspořádané. Výtrusný prach je bílý.
Třeň je 2-7 cm dlouhý, žlutý až oranžový, válcovitý, úzký, podélně vláknitý, hladký, silně slizký, báze je oproti zbytku třeně světlejší.
Dužnina je žlutavá, podobného odstínu co pokožka, tenká, voní nevýrazně, chuťově je mírná.

## Užití
Nejedlá houba.

## Ekologie
Tuto drobnou houbu najdeme od května do listopadu na slabě kyselých, travnatých či mechem porostlých stanovištích, např. na loukách, pastvinách, mítinách ve světlých lesích, někdy i pod listnatými stromy rostoucích na již zmíněných stanovištích.

## Rozšíření
Druh je rozšířen v oblastech Evropy, západního Ruska a Severní Ameriky. 

## Galerie

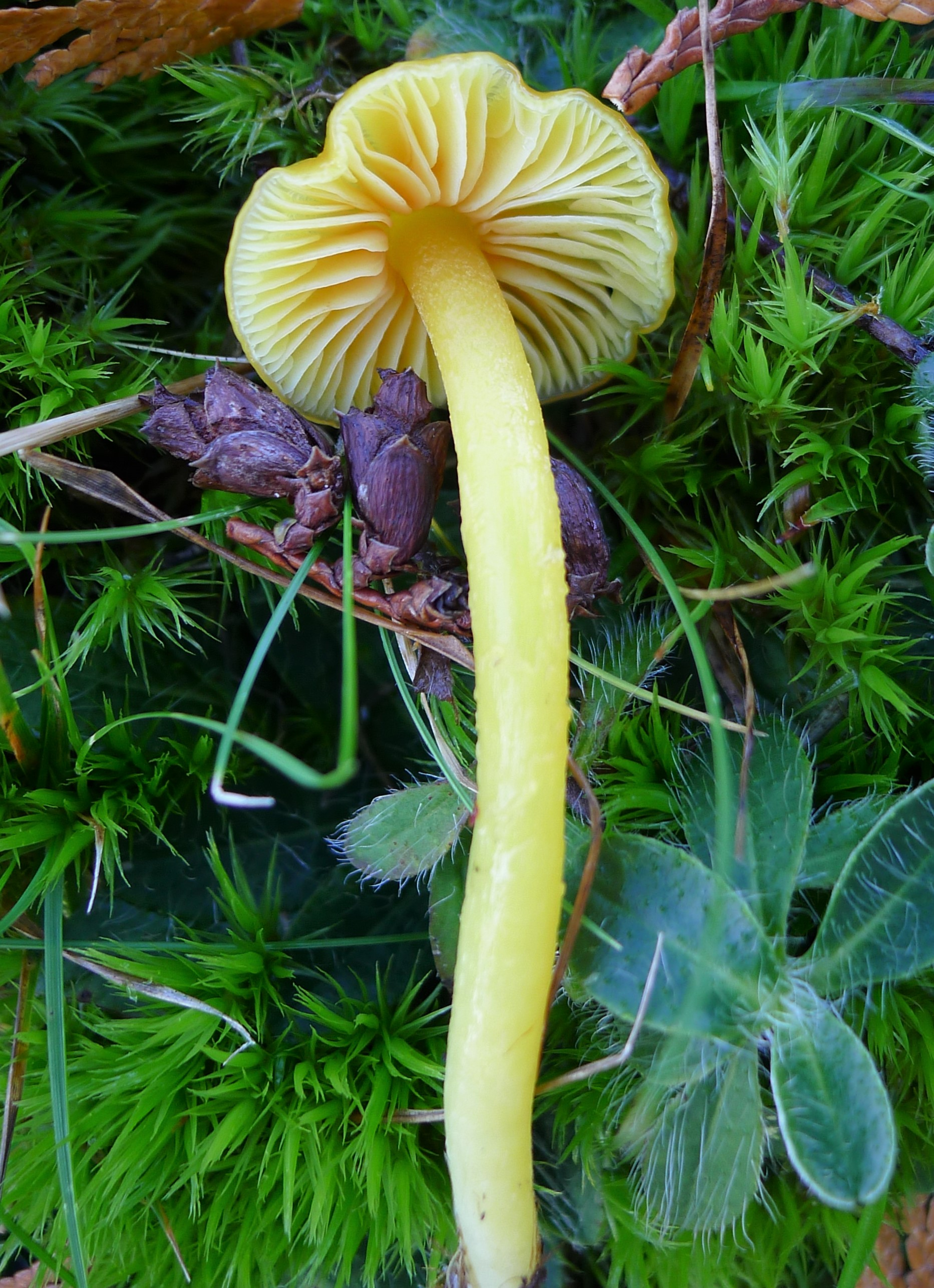
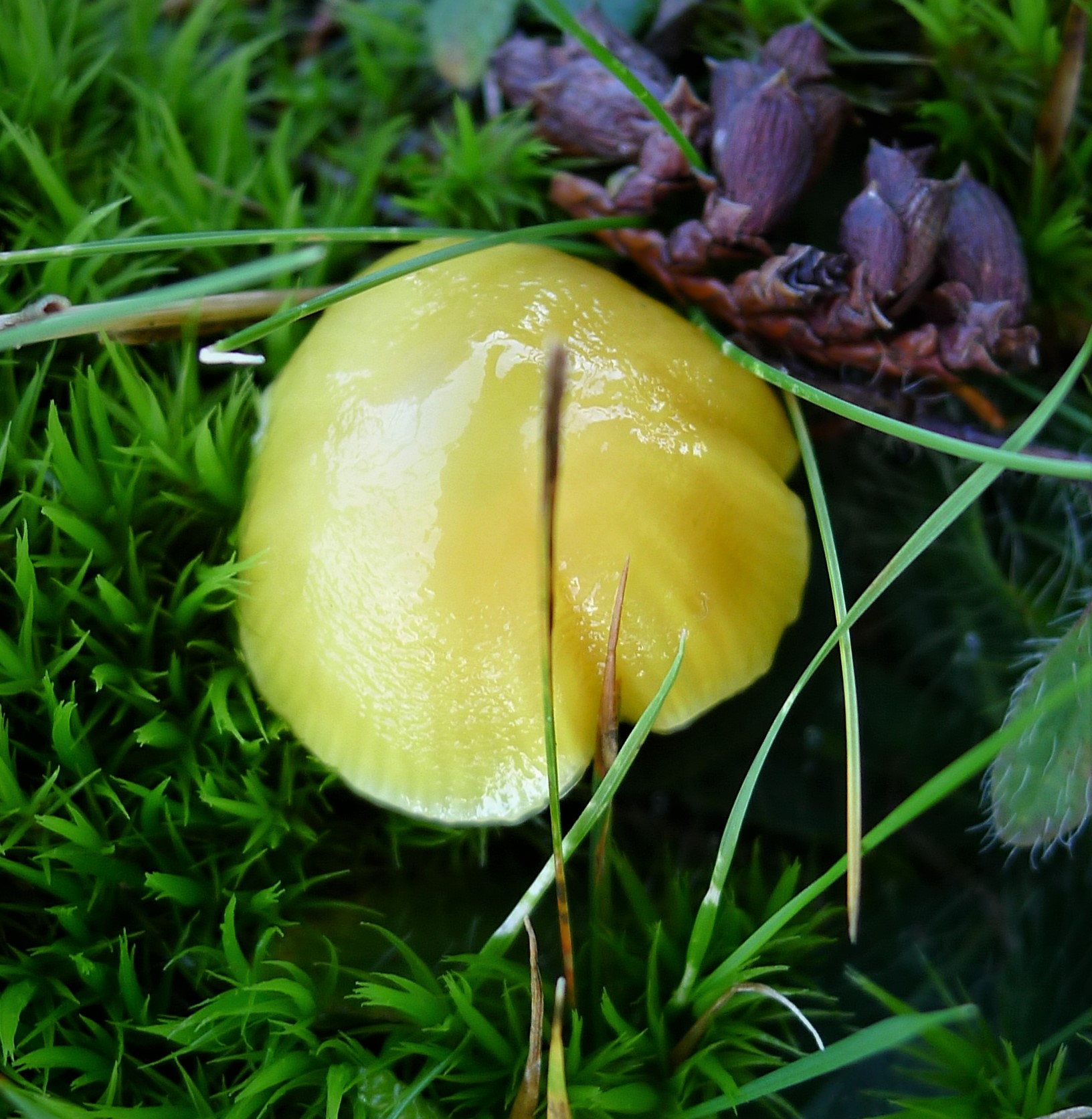
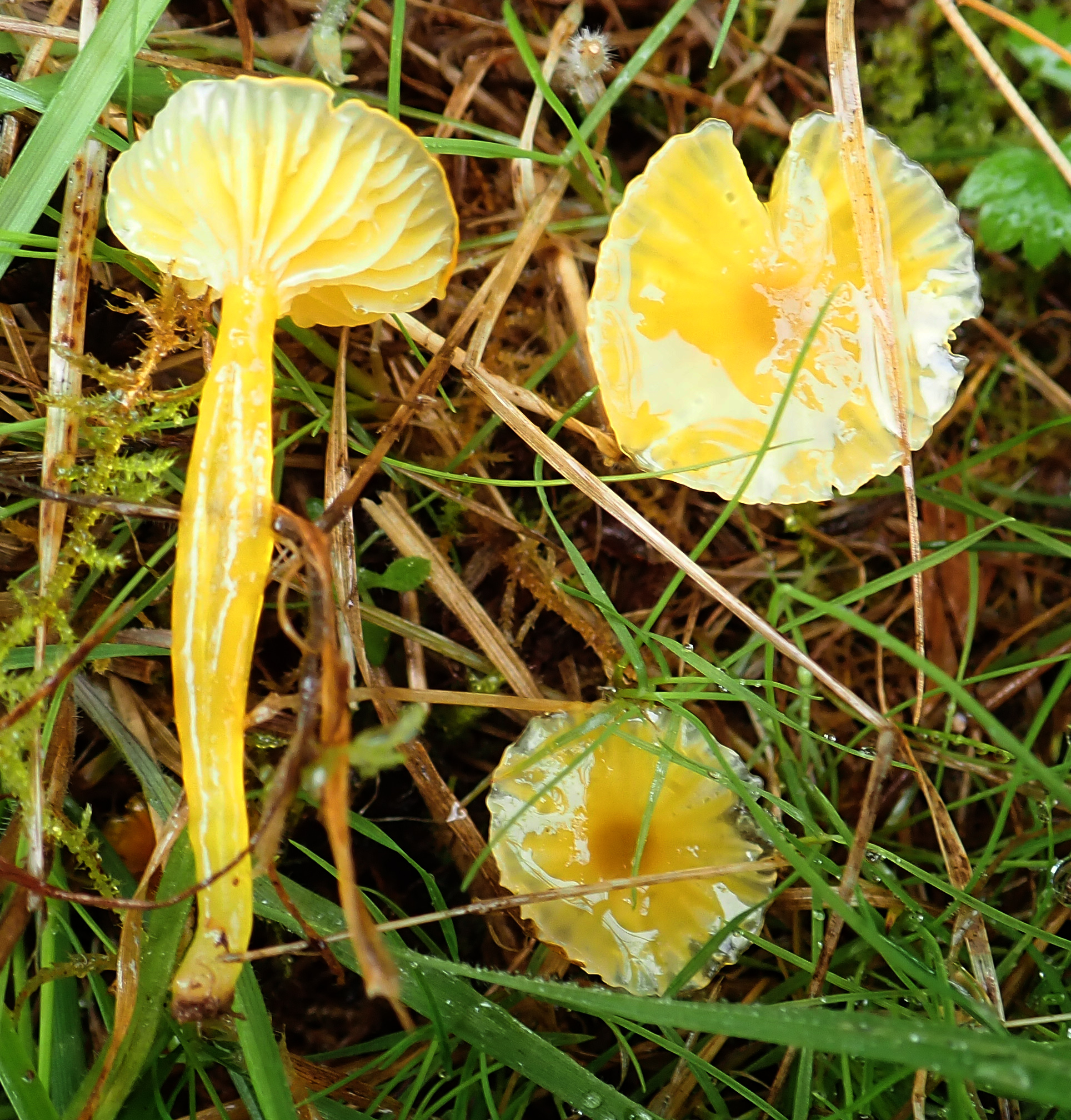

## Možnost záměny
- Voskovka citronová (Hygrocybe chlorophana)
- Voskovka žloutková (Hygrocybe vitellina)
- Voskovka Reidova (Hygrocybe reidii)
- Voskovka vosková (Hygrocybe ceracea)
- Voskovka veselá (Hygrocybe laeta)